# Hanae Shibata
Hanae Shibata (柴田 華絵 Shibata Hanae?), född 27 juli 1992, är en japansk fotbollsspelare som spelar för Urawa Reds.
Hanae Shibata spelade 1 landskamp för det japanska landslaget.